# Malu Pontes
Malu Pontes, como é conhecida Maria Lucia Gomide Pontes, (São Paulo, 27 de dezembro de 1976) é uma judoca, professora de judô e árbitra brasileira, vencedora de três títulos mundiais de judô na categoria até 57 kg (peso leve). Ela também é jornalista e atua como jornalista esportiva.

## Biografia
Malu Pontes defendeu por cinco anos a Associação Mesc/Palmeiras de Judô, por cinco anos a Associação Ateneu Mansor (onde atuou como Bi-Campeã Mundial e lutou ao lado de diversos atletas), entre outros clubes. Iniciou no judô aos 11 anos de idade no Centro Olímpico de Treinamento e Pesquisa de São Paulo.
Atualmente é faixa preta, segundo dan, professora de judô e defesa pessoal para mulheres. Atua em diversos projetos sociais como no Projeto Projeção, de Santos, São Paulo. Paralelamente à carreira de judoca como atleta e como professora, Malu atuou como árbitra em eventos do Estado de São Paulo e de bancas examinadoras para avaliação de promoção de faixa.
Como jornalista de formação, Malu Pontes realizou coberturas jornalísticas importantes, como repórter e comentarista de judô, estando presente nos Jogos Olímpicos de Londres 2012 e Rio de Janeiro 2016. Atua como repórter da Confederação Brasileira de Judô em eventos nacionais e internacionais, organizados em diversas regiões do Brasil. 

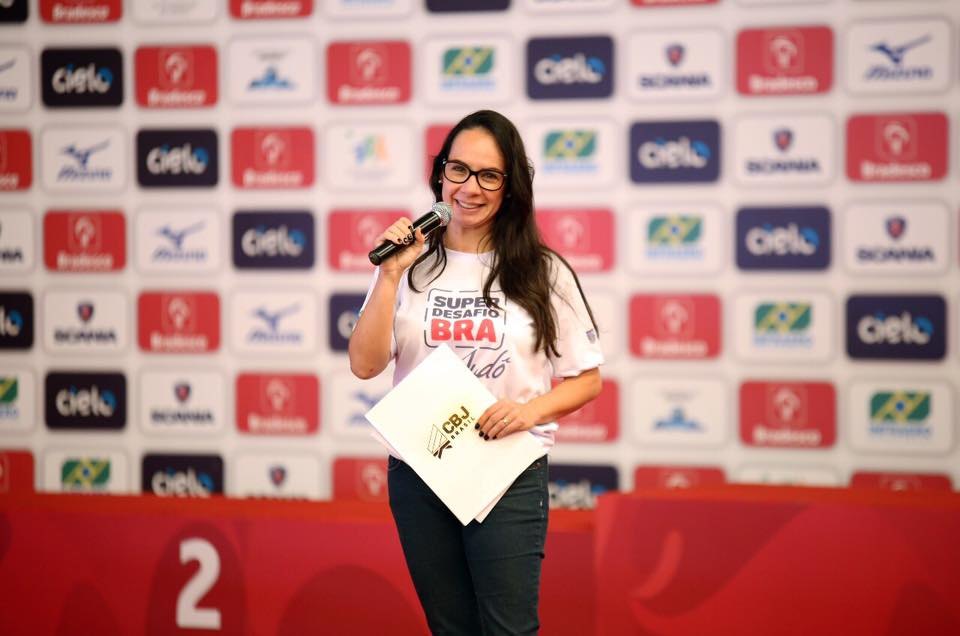

Desde 1 de março de 2021, a judoca e jornalista atua como Embaixadora da organização não governamental RedeMar Brasil na defesa do meio ambiente.

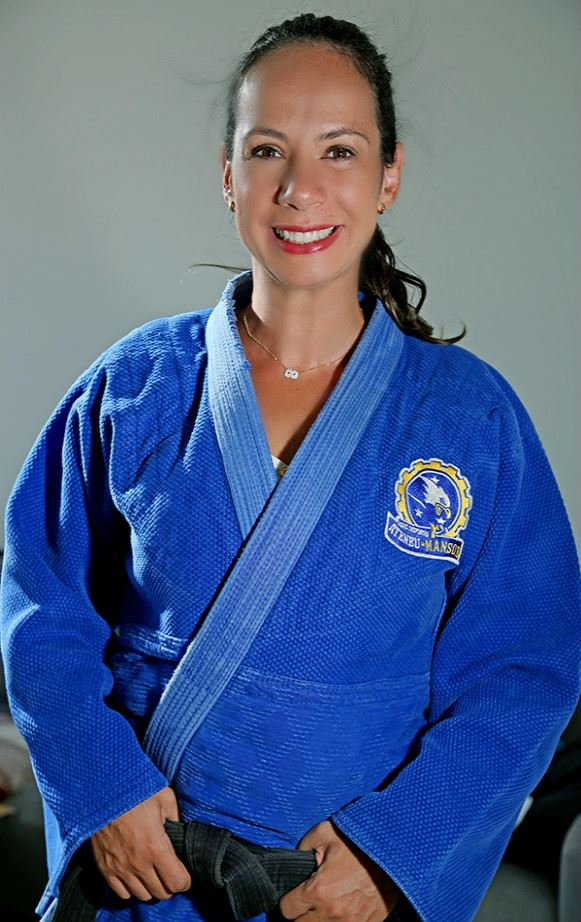
Judo World Champion

## Prêmios
- 2007 - World Master Judo Championship, realizado em São Paulo, Brasil
- 2008 - World Master Judo Championship - medalha de prata na categoria até 57 kg, realizado em Bruxelas, Bélgica
- 2009 - World Master Judo Championship, realizado em Atlanta, USA
- 2010 - World Master Judo Championship, realizado em Montreal, Canada[4]

Nos respectivos campeonatos realizados e organizados pela World Master Judo Association, hoje substutuída pela IJF, Internatinal Judo Federation, Malu se destacou como um dos atletas que ganhou o maior número de medalhas da delegação: apenas em Atlanta, USA, foram 3 medalhas de ouro - no peso até 57 kg, por equipes e no ne-waza (luta disputada apenas no solo).
Os campeonatos mundiais reuniam cerca de 60 países e 1200 atletas.
Além destas conquistas em âmbito mundial, se destacam os seguintes títulos:
- Campeã Paulista 2011; com vaga assegurada para o Brasileiro em novembro/2011.
- Campeã Mundial 2007/ 2009/ 2010 – categoria até 57 kg – World Masters Championship
- Campeã Sul-Americana 2007, 2008 E 2009
- Campeã Brasileira Master em 2008 e 2010, Vice-campeã Brasileira em 2009
- Campeã Paulista 2007, 2008 e 2009, prata em 2010
- Campeã Paulistana 2008
- Atleta Destaque do Estado de SP em 2008, 2009 – Homenagem recebida no Salão Nobre da Câmara Municipal de SP – troféu entregue pelo medalhista olímpico Aurélio Miguel.
- Troféu de Atleta Destaque em 2007, 2008, 2009, 2010 pela Associação de Judô Shoorikan Niitsuma & Andrade e São Paulo Futebol Clube
- Vice-campeã paulistana sênior 2009
- Campeã Paulista Master 2007 – realizado em Valinhos - SP
- Campeã Metropolitana Sênior 2007– SP
- Vice Campeã Paulistana Sênior 2007– Clube Pinheiros - SP
- Ouro em 2009, 2010 e bronze no Campeonato Nacional do SPFC 2007– Morumbi, SP

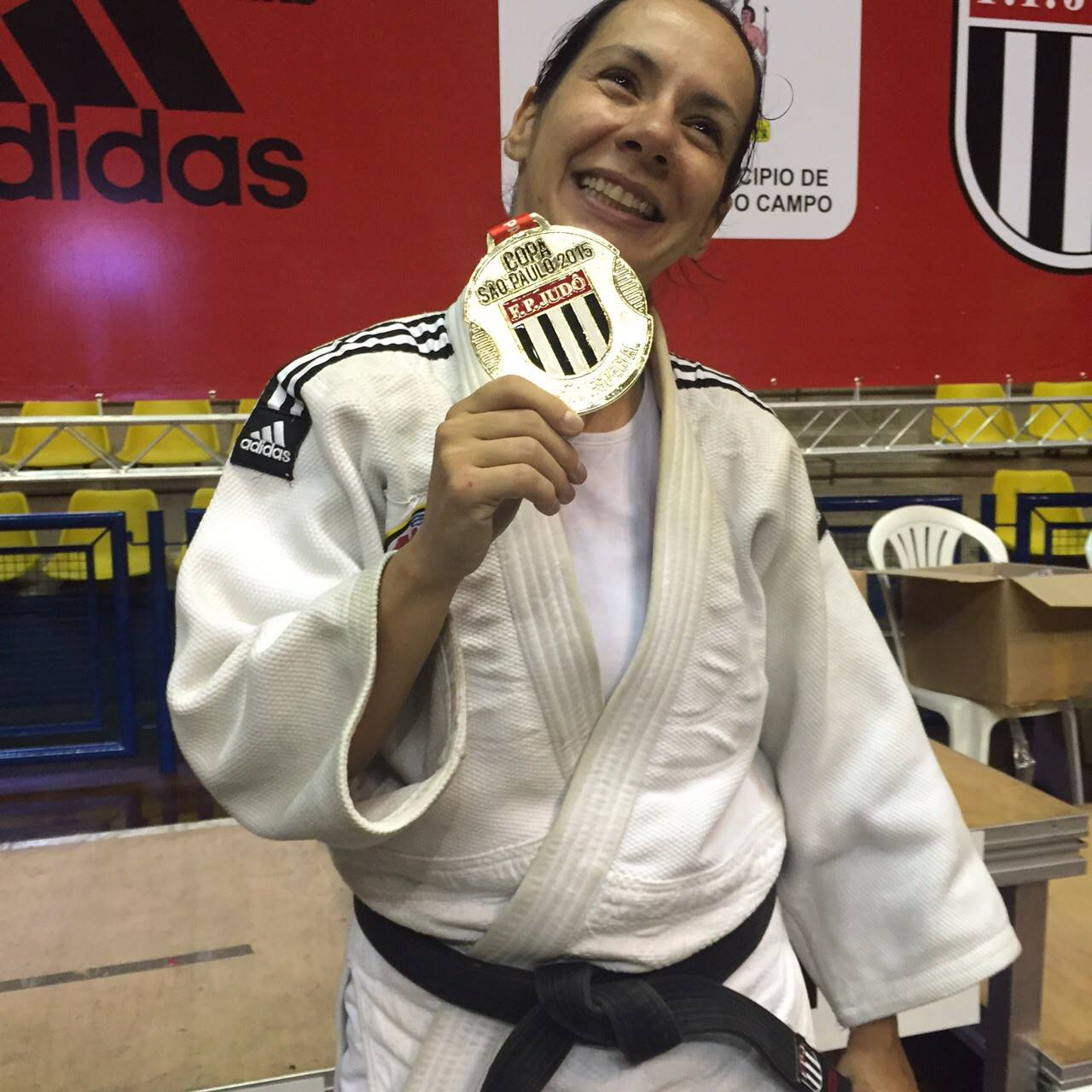

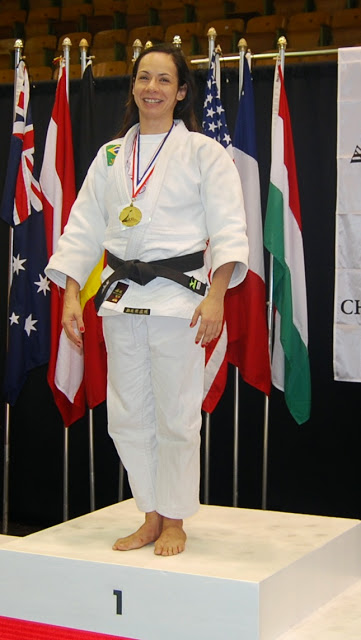